# Блено
Блено (фр. Bléneau) насеље је и општина у источном делу централне Француске у региону Бургоња, у департману Јон која припада префектури Осер.
По подацима из 2011. године у општини је живело 1.446 становника, а густина насељености је износила 36,69 становника/km². Општина се простире на површини од 39,41 km². Налази се на средњој надморској висини од 171 метар (максималној 209 m, а минималној 145 m).

## Демографија
| 1962. | 1968. | 1975. | 1982. | 1990. | 1999. | 2011. |
| ----- | ----- | ----- | ----- | ----- | ----- | ----- |
| 1.354 | 1.545 | 1.664 | 1.686 | 1.585 | 1.459 | 1.446 |

График промене броја становника у току последњих година